# Morangueiro (vinho)
Morangueiro é a designação dada nalgumas regiões de Portugal e do Brasil ao vinho produzido a partir de castas de uva americana proveniente de produtores directos ou interespecíficos.

## Características
O morangueiro é um vinho em geral de cor violácea a rosada, com um intenso aroma frutado, que  em algumas circunstâncias lembra o cheiro do morango (daí o nome). Tem em geral baixa graduação alcoólica (7 a 10%), o que dificulta a sua conservação, transformando-se rapidamente em vinagre se exposto ao ar. Tal obriga a que o vinho seja consumido no ano de produção, sendo em geral os restos destilados para aguardente.
Apesar dos enólogos o considerarem de muito baixa qualidade, o morangueiro é refrescante e por ser intensamente aromático é utilizado em refrescos (com uma bebida gasosa) e em culinária, continuando a ter grande número de apreciadores.
Os produtores interespecíficos resultam da enxertia  de uma Vitis vinifera sobre um porta-enxerto de Vitis spp. americana, solução encontrada para obter vinhas resistentes à filoxera. Os produtores directos americanos são cultivares de Vitis americanas.

## História
O morangueiro apareceu em Portugal na sequência da destruição dos vinhedos tradicionais causada pela filoxera. Ganhou particular relevo no norte do país (nomeadamente no Minho e no Douro Litoral), abrangendo zonas que pela sua humidade e altitude não permitem o cultivo da vinha europeia. Foi nessas zonas que este vinho ganhou maior adesão popular, particularmente porque as vinhas americanas produziam mais que as europeias. A competição feita aos bons vinhos foi intensa, redundando na proibição da comercialização do morangueiro.
Nos Açores, a introdução das vinhas americanas, em particular da casta Isabel, levou ao quase desaparecimento das vinhas europeias, sendo ali produzido, em quantidade assinalável, um vinho do tipo morangueiro denominado vinho de cheiro, o qual é comercializado (em violação das normas europeias) e tem um importante papel na culinária e nas festividades tradicionais (é o vinho usado nos bodos dos Impérios do Divino Espírito Santo.)
No Brasil o morangueiro tem alguma presença no sul do país, não tendo qualquer importância comercial.

## Comercialização
Em Portugal a comercialização do morangueiro é proibida desde há algumas décadas, embora fosse amplamente tolerada. A União Europeia, a instâncias dos Estados membros produtores de vinho, proíbe a comercialização no espaço comunitário desde 1995, tendo, contudo, anunciado recentemente a intenção de rever essa norma.
Em Trás-os-Montes, a eventual alteração legislativa poderá ter um reflexo positivo, pois permitirá reabilitar a produção deste vinho em alguns concelhos, nomeadamente em Montalegre (Covelo do Gerês), Boticas e Vila Pouca de Aguiar, zonas onde era tradicional. O mesmo acontece no Alto Minho e em certas localidades do Douro Litoral.

## Efeitos sobre a saúde
Embora a proibição do vinho morangueiro se deva essencialmente a razões de protecção comercial aos vinhos de castas europeias, tem sido consistentemente alegado que o morangueiro é nocivo para a saúde por ser rico em metanol. Este composto resulta do facto de algumas castas varietais (Noah, Isabelle, Concord e Ives) darem uvas com elevada acidez, pouco açúcar e película rica em pectina. Nestas circunstâncias, a pectina pode ser desdobrada em metanol por efeito das enzimas naturais. O metanol é altamente tóxico, afectando severamente, mesmo em pequenas concentrações, os olhos.
Estudos mais recentes vieram demonstrar que a presença de metanol é mais o resultado da má vinificação do que das características intrínsecas das uvas americanas. É com base nesses estudos que a Comissão Europeia admite que as castas interespecíficas não são necessariamente produtoras de vinho de má qualidade e que nem sempre põem em risco a saúde. Recomenda contudo, muita precaução quanto à sua elaboração, tendo em conta a percentagem de acidez do mosto e a sua relação directa com a presença de metanol(carece de estudos científicos para esta afirmação).